# Káto Despotikó
Káto Despotikó är en ort i Grekland.   Den ligger i prefekturen Nomós Prevézis och regionen Epirus, i den centrala delen av landet, 300 km nordväst om huvudstaden Aten. Káto Despotikó ligger 258 meter över havet och antalet invånare är 187.
Terrängen runt Káto Despotikó är kuperad. Runt Káto Despotikó är det ganska glesbefolkat, med 26 invånare per kvadratkilometer. Närmaste större samhälle är Kanaláki, 6,3 km nordväst om Káto Despotikó. == Kommentarer ==
1. ↑  Framräknat ur variansen i alla höjduppgifter (DEM 3") från Viewfinder Panoramas, inom 10 km radie.[2] Mer om algoritmen finns här: Användare:Lsjbot/Algoritmer.